# طايفه نامداربرنا (مقاطعة إسلام آباد غرب)
طايفه‌نامداربرنا (بالفارسية: طایفه‌نامدارپرنا) هي قرية تقع في قسم حومة الجنوبي الريفي (مقاطعة إسلام آباد غرب) في إيران.